# Symptoms
Symptoms (Hangul: 상사병; alternativamente: Lovesickness) é uma canção do gênero slow jam interpretada pela boy band sul-coreana SHINee. Foi incluída como segunda faixa em seu quinto EP, Everybody, que foi lançado digitalmente em 14 de outubro de 2013 sob a gravadora SM Entertainment e distribuido pela KMP Holdings. Foi escolhida como um dos dois singles para o ciclo promocional do EP, junto com a faixa-título "Everybody".

## Antecedentes
O site de música nacional Naver Music descreveu que "Symptoms" pertence ao gênero musical slow jam com uma influência do estilo característico do Shinee, o R&B. A canção foi composta e arranjada pela equipe de produtores musicais The Underdogs em sua primeira colaboração com Shinee. Ele também marcou sua estréia na indústria da música pop coreana. A letra da canção foi escrita pelo vocalista do Shinee Jonghyun.

## Vídeo da letra
Em 3 de outubro de 2013, um representante da agência do Shinee, a SM Entertainment divulgou um comunicado que o grupo lançaria um lyric video oficial para a canção. O representante também revelou que o membro Jonghyun foi quem escreveu a letra de "Symptoms". No dia seguinte, o vídeo da letra para a canção foi lançado no canal oficial no YouTube da SM Town. Foi lançado 10 dias antes do lançamento oficial da música.

## Promoções
A primeira performance ao vivo de "Symptoms" foi incluída no set-list do Shinee Comeback Special no Gangnam Hallyu Festival em 6 de outubro de 2013, em Samseong-dong, Seul. As performances foram transmitidas no canal no YouTube da SM Town. A primeira performance ao vivo em programas de TV, foi no M! Countdown no dia 10 de outubro 2013. Foi seguida por apresentações no Music Bank em 11 de outubro, no Show! Music Core no dia 12 de outubro, no The Music Trend (Inkigayo) em 13 de outubro e no Show Champion em 16 de outubro de 2013.

## Desempenho nas paradas
"Symptoms" rapidamente chegou ao topo das principais paradas nacionais em tempo real de vários portais de música, incluindo Naver, Soribada, Bugs, Monkey3, Daum, Mnet, Melon e Genie, colocando em segundo somente a faixa-título "Everybody".
| Gráfico                           | Melhores posições |
| --------------------------------- | ----------------- |
| Gaon Weekly singles               | 12                |
| Gaon Streaming Singles chart      | 79                |
| Gaon Download Singles chart       | 10                |
| Gaon Mobile Ringtone chart        | 78                |
| China (Baidu New Singles Top 100) | 59                |